# Floscopa
Floscopa es un género de plantas con flores   perteneciente a la familia Commelinaceae.  Comprende 39 especies descritas y de estas, solo 22 aceptadas.
Es un género cosmopolita que se distribuye por las regiones tropicales.

## Taxonomía
El género fue descrito por João de Loureiro y publicado en Flora Cochinchinensis 1: 189, 192. 1790. La especie tipo es: Floscopa scandens Lour. 

## Especies seleccionadas
- Floscopa africana C.B.Clarke
- Floscopa aquatica Hua
- Floscopa axillaris C.B.Clarke
- Floscopa bambusifolia H.Lév.
- Floscopa beirensis Kuntze[4]